# Gänsemarkt-Passage

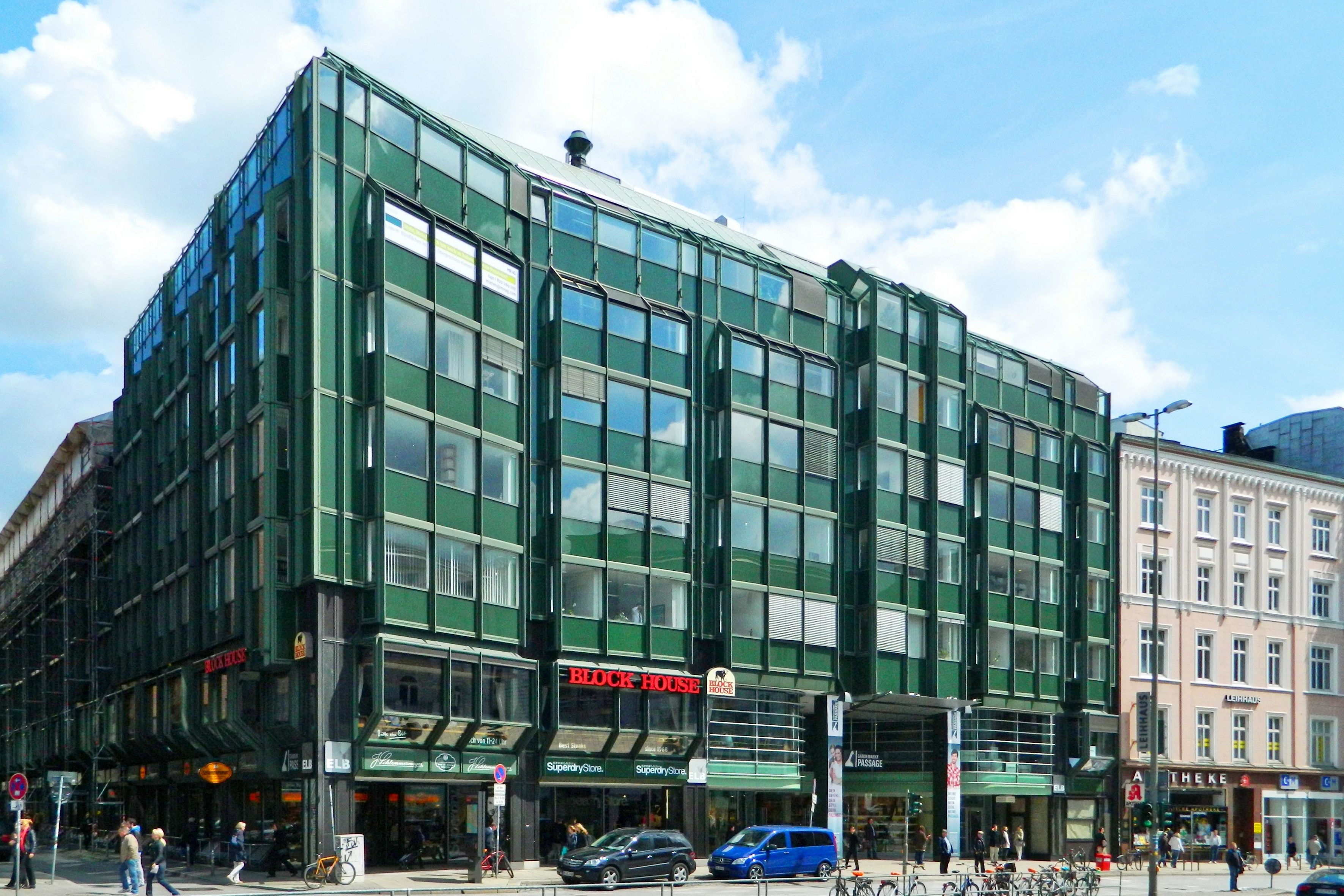
Gänsemarkt-Passage 2013

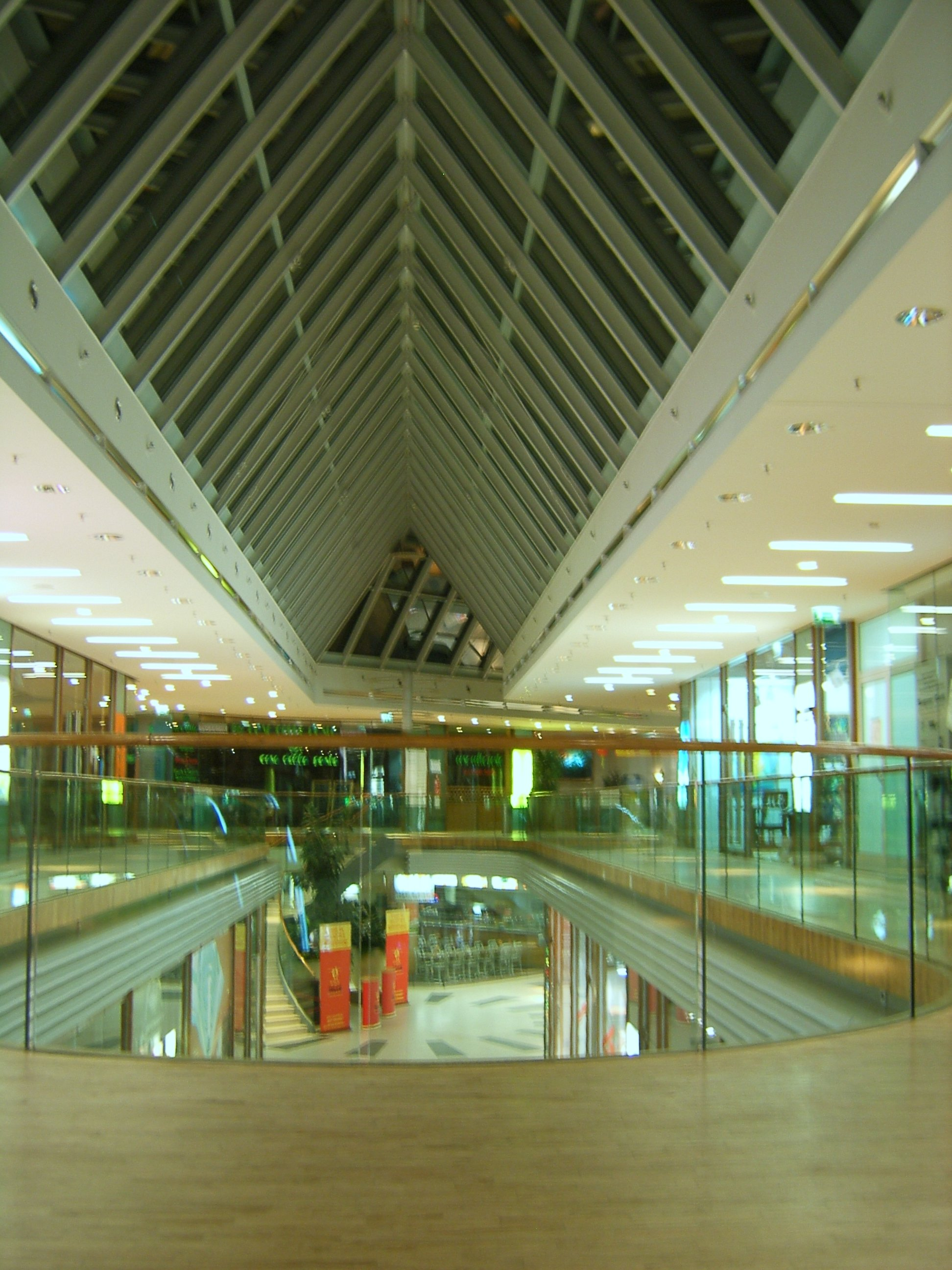
Die Galerie der Gänsemarkt-Passage 2006

Die Gänsemarkt-Passage war eine Einkaufspassage in Hamburg-Neustadt am Gänsemarkt 50. Die bekannte Passage wurde 1979 fertiggestellt und 2022/23 abgerissen. 

## Konzept und Bau
Die Gänsemarkt-Passage wurde von 1976 bis 1979 nach einem Entwurf des Architekturbüros Graaf, Schweger und Partner errichtet. An der Stelle befand sich zunächst hinter dem Haus Nr. 50 und etwa an der Stelle der heutigen Passage die Oper am Gänsemarkt, später auch Hamburgische Entreprise, dann bis in die 1970er Jahre das Hamburger Traditionslokal „Ehmke“ und daneben ein weißer Flachbau mit der Geschäftsstelle des Hamburger Abendblatts. Beide letztgenannten Gebäude wurden für den Neubau des Geschäftshauses mit Ladenpassage Gänsemarkt 50 auf dem Grundstück zwischen Gänsemarkt, Büschstraße und Colonnaden abgerissen. Der Bereich zwischen Hamburger Staatsoper, Ufa-Kino und den Haupteinkaufsbereichen galt als sehr attraktiv. Die Passage verband zudem die Einkaufsbereiche Gänsemarkt und Colonnaden. Das Geschäftshaus enthielt Ladengeschäfte und Gastronomie auf drei Ebenen im Unter- und Sockelgeschoss sowie im ersten Obergeschoss, in dem es zudem eine zurückgezogene umlaufende Galerie über den Eingangsbereichen der Läden im Erdgeschoss gab. In den oberen Geschossen befanden sich Büroflächen. Bauherr war die Hamburg-Mannheimer Versicherungs-AG, die Baukosten betrugen 60 Millionen D-Mark.
Die Passage wurde als Ladenstraße in Anlehnung an den Gebäudetyp „Passage des 19. Jahrhunderts“ errichtet, bewusst in Abkehr von Kaufhäusern oder Shop-in-Shop-Konzepten. Als Gestaltungsmittel wurden deutliche Grenzen zwischen Laden- und Passagenräumen und die Einbeziehung des Tageslichts durch ein Glasdach gewählt. Das Gebäude selbst wurde als Stahlbau mit Betondecken sowie mit Metall- und Glasfassade gebaut, die in bewusstem Kontrast zur Gebäudesubstanz der Umgebung stand. Die Fassade war in eine Sockel-, Mittel- und Dachzone gegliedert. Passage und Treppenhäuser wurden durch besondere geometrische Formgebungen, etwa mit Schrägen, akzentuiert. Der Keller war als Wanne mit einer Flachgründung und Schlitzwänden zu den Nachbargebäuden gebaut.
Zum Zeitpunkt der Eröffnung 1979 wurde die Passage „als das Modernste, was an gewerblichen Interessen ausgerichtete Architektur zu bieten hatte“ wahrgenommen. In die Räumlichkeiten zum Gänsemarkt zog unter anderem eine Filiale des Steakhauses Block House ein, die bis zum Abriss des Kinos 2006 auch bei Kinogängern beliebt war. Diese zählte zu den umsatzstärksten der Gruppe, ist jedoch inzwischen ausgezogen und soll 2023 im neuen Deutschlandhaus am Valentinskamp neu eröffnen.
2001 wurde die Gänsemarkt-Passage saniert.

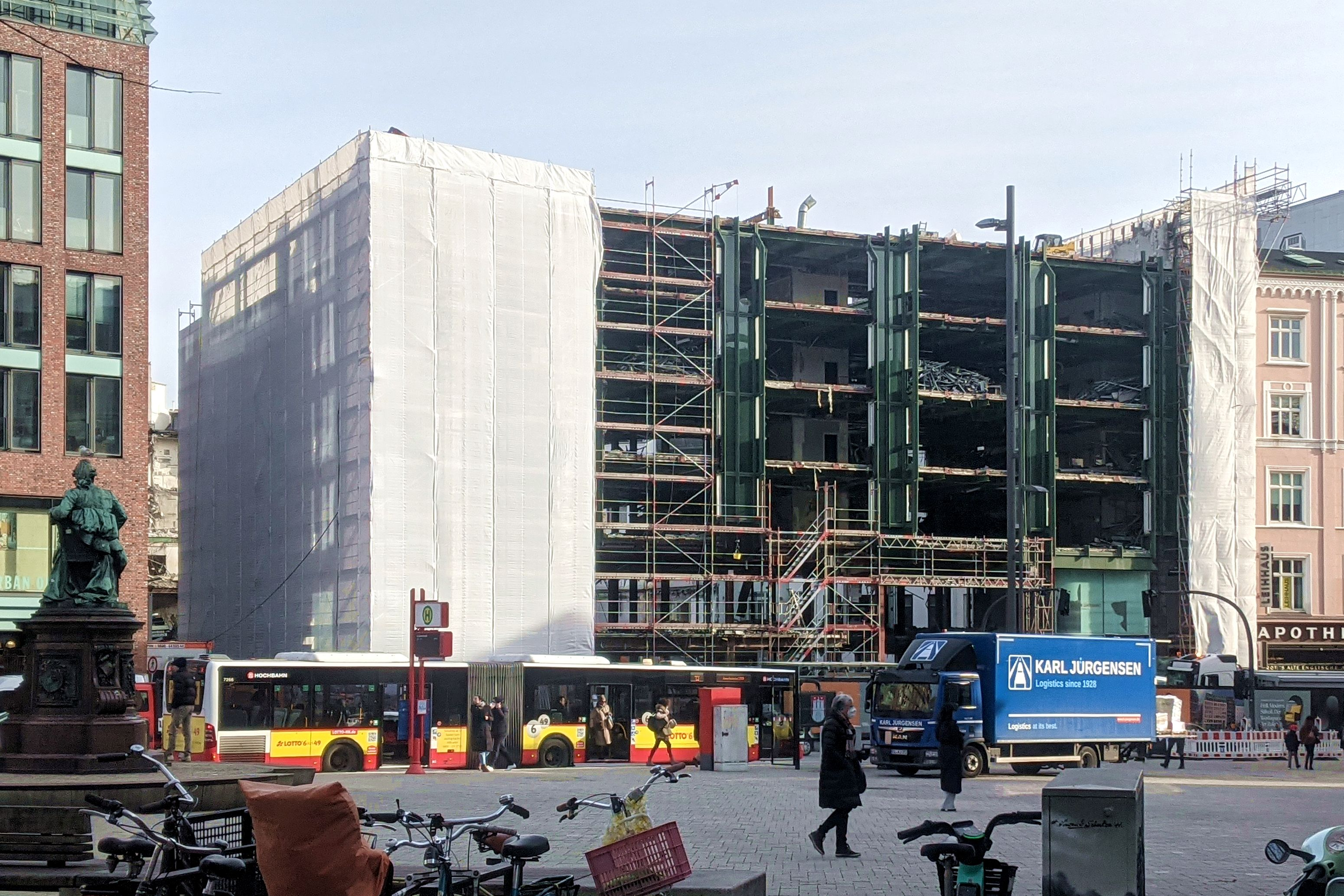
Abrissarbeiten im Februar 2023

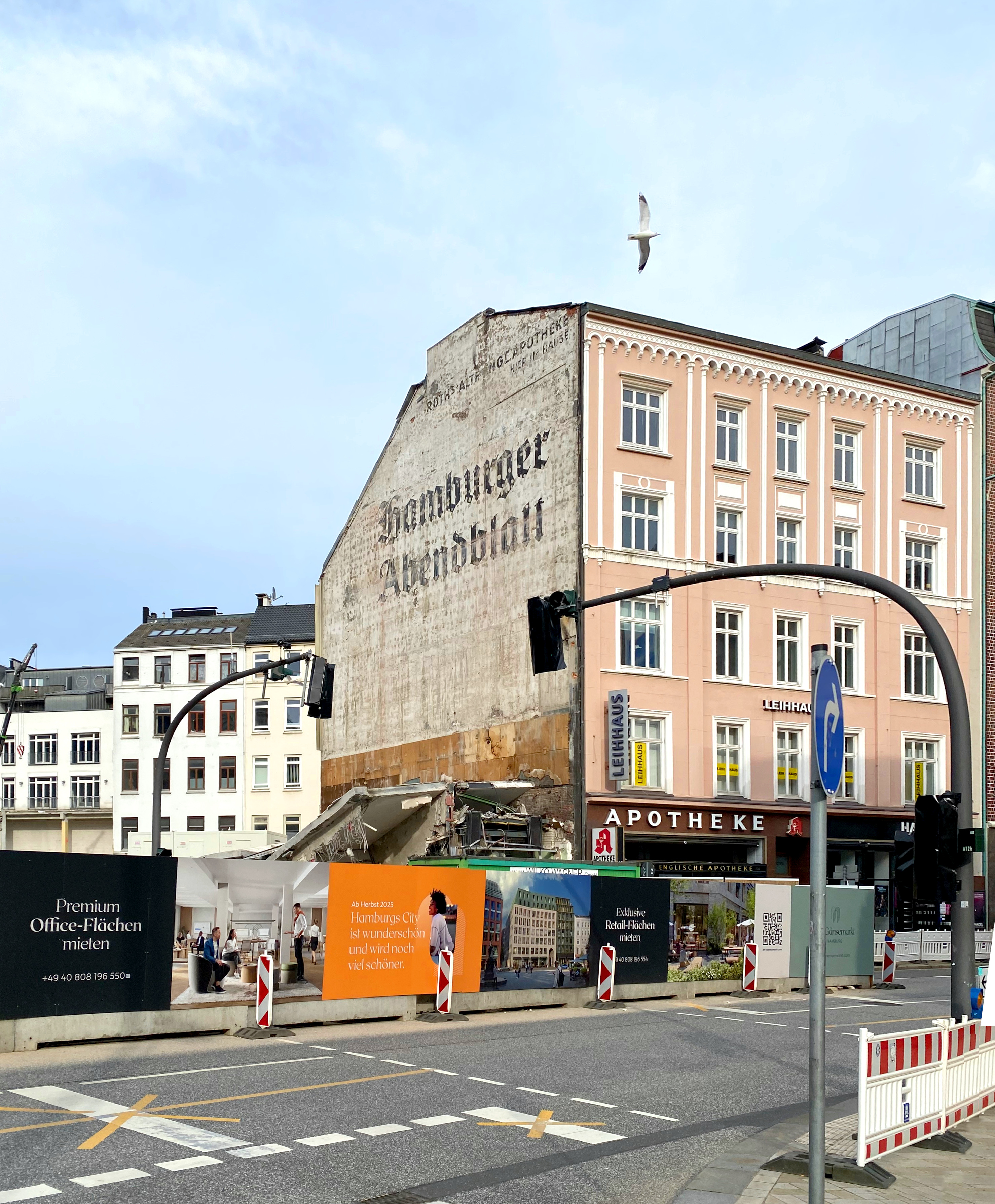
Freies Grundstück im April 2023

## Neubau
An selber Stelle sollte von 2023 bis 2025 ein Neubau der Passage errichtet werden. 2019 hatte die Signa Holding von René Benko das Grundstück erworben. Der Neubau sollte 250 Millionen Euro kosten. Auch 22 Wohnungen waren neben Büroflächen in den oberen Geschossen geplant, dazu Handwerksbetriebe und Gastronomie. Ein Erhalt von Teilen der alten Passage sei geprüft worden, die Entscheidung sei jedoch gemeinsam mit der Stadt dagegen ausgefallen. Der Neubau wurde aufgrund seiner Eigenschaften wie heller Innenhöfe und des Nutzungsmixes auch als „besonders“ bezeichnet. Zwei denkmalgeschützte Altbauten an den Colonnaden, die Teil des Passagenkomplexes waren und den rückwärtigen Ausgang bildeten, bleiben erhalten und werden saniert. Nachdem anfangs der Name „Lessing-Höfe“ im Gespräch war, wurde das Projekt nun „Am Gänsemarkt“ betitelt. Im Herbst 2023 wurden die Bauarbeiten jedoch vorläufig gestoppt, nachdem der Investor offenbar nicht genügend Mieter gewinnen konnte und die Banken daraufhin weitere Kredite verweigert hatten. Das Vorhaben wurde im Januar 2025 vom Insolvenzverwalter an die HanseMerkur Versicherungsgruppe verkauft, die weitgehend den bereits geplanten Entwurf bis 2028 errichten will.
Der Denkmalverein Hamburg bedauerte den Abriss; er bewertete die „langjährige Traditionspassage“ trotz teils fehlenden Denkmalschutzes als „ein hervorragendes Zeugnis postmoderner Architektur in Hamburg, von der bereits viele Beispiele überformt oder abgerissen wurden“.

## Literarischer und filmischer Handlungsort
Die Gänsemarkt-Passage ist Handlungsort zahlreicher belletristischer Werke; so findet sie Erwähnung etwa in Ueberdog von Jörg-Uwe Albig, Keine Anzeige in der Zeitung von Günter Görlich und Eppendorf Mord von Martin Barkawitz. Zudem ist die Passage auch ein Handlungsort in Tatort: Der König kehrt zurück (1995).